# ابي نو ناكامارو
ابي نو ناكامارو و المعروف أيضا باسم تشاو هنغ , وكان عالما يابانيا، مدير، ولشاعر واكا في فترة نارا.
وكان من نسل الأمير هيكوفتسوشي ماكوتو، ابن الإمبراطور كوجين والابن الأول ل ابي نو فوناموري . عندما كان شابا كان لديه مهارات اكاديمية متميزة.
من 717-718، كان جزءا من البعثة اليابانية إلى الصين تانغ (كنتوشي) جنبا إلى جنب مع كيبي نو ماكيبي وجينبو وعادوا إلى اليابان؛لكنه لم يعد.